# Ryō Hirakawa
Ryō Hirakawa (平川 亮, Hirakawa Ryō), né le 7 mars 1994 à Kure au Japon, est un pilote automobile japonais.

## Carrière

### European Le Mans Series
Ryō Hirakawa, fraichement promu pilote de développement du Toyota Gazoo Racing via le Toyota Young Drivers Programme, en plus de son programme en Super GT, participe au championnat European Le Mans Series en 2016 au sein de l'écurie Thiriet par TDS Racing avec comme copilotes le suisse Mathias Beche et le français Pierre Thiriet,. La première manche du championnat à Silverstone, malgré une pole position, se solde par un abandon pour cause d’accélérateur bloqué. Les deux manches suivantes à Imola et au Red Bull Ring se soldent par contre par deux victoires. Du fait de conflit de date avec le Super GT, il ne peut pas participer à l'intégralité du championnat et il est remplacé par Mike Conway pour la manche des 4 Heures du Castellet. De retour au championnat, il monte de nouveau sur le podium aux 4 Heures de Spa, sur la troisième marche. Il termine le championnat par aux 4 Heures d'Estoril en finissant 30e au classement général à la suite de problèmes persistants de démarreur. Pour cette première saison, malgré son absence à une manche, il finit 5e du championnat avec 70 points.
Ryō Hirakawa a participe également à ses premières 24 Heures du Mans dans cette écurie, avec le même équipage. Malgré son objectif de gagner l'épreuve dans sa catégorie, une sortie de piste oblige l’écurie à retirer la voiture.
En 2017, Ryō Hirakawa poursuit son engagement en European Le Mans Series mais change d'écurie pour passer avec le G-Drive Racing, avec comme coéquipiers le mexicain Memo Rojas et le français Léo Roussel,. Pour la manche d'ouverture à Silverstone, il réussit à placer sa voiture en deuxième ligne. Après avoir longtemps mené la course, il finit sur la deuxième marche du podium pour cause de remontée spectaculaire de la Ligier JS P217 de l'écurie United Autosports. A Monza, l'équipage du G-Drive Racing s'impose devant l'écurie DragonSpeed avec deux secondes d'avance. Comme pour la saison 2016, il y avait des conflits de date entre le championnat Super GT et les European Le Mans Series. De ce fait, Ryō Hirakawa ne participe pas aux manches du Red Bull Ring et du Castellet. A son retour à Spa, il monte sur la seconde marche du podium et pour la dernière manche de la saison à Portimão, il participe au sacre de l'écurie et de ses coéquipiers pour le titre de champions « écurie » et « pilote » pour cette saison 2017. Le fait de ne pas avoir participé à deux manches du championnat le prive du titre.
Ryō Hirakawa participe également aux 24 Heures du Mans dans cette écurie.

## Palmarès

### 24 Heures du Mans
| Année | Écurie                 | Copilotes                       | Voiture             | Classe   | Tours | Pos.      | Class Pos. |
| ----- | ---------------------- | ------------------------------- | ------------------- | -------- | ----- | --------- | ---------- |
| 2016  | Thiriet par TDS Racing | Mathias Beche Pierre Thiriet    | Oreca 05-Nissan     | LMP2     | 241   | Abd.      | Abd.       |
| 2017  | G-Drive Racing         | Memo Rojas José Gutiérrez       | Oreca 07-Gibson     | LMP2     | 327   | 39e       | 17e        |
| 2022  | Toyota Gazoo Racing    | Sébastien Buemi Brendon Hartley | Toyota GR010 Hybrid | Hypercar | 380   | Vainqueur | Vainqueur  |
| 2023  | Toyota Gazoo Racing    | Sébastien Buemi Brendon Hartley | Toyota GR010 Hybrid | Hypercar | 342   | 2e        | 2e         |
| 2024  | Toyota Gazoo Racing    | Sébastien Buemi Brendon Hartley | Toyota GR010 Hybrid | Hypercar | 311   | 5e        | 5e         |

### Super GT
| Année | Écurie                    | Voiture         | Classe | 1      | 2     | 3     | 4      | 5        | 6        | 7         | 8      | Points | Classement |
| ----- | ------------------------- | --------------- | ------ | ------ | ----- | ----- | ------ | -------- | -------- | --------- | ------ | ------ | ---------- |
| 2014  | Lexus Team Petronas TOM'S | Lexus RC-F      | GT500  | OKA    | FUJ 9 | AUT 5 | SUG    | FUJ      | SUZ      | BUR       | MOT    | 8      | 20e        |
| 2015  | Lexus Team KeePer TOM'S   | Lexus RC-F      | GT500  | OKA 1  | FUJ 6 | BUR 6 | FUJ 12 | SUZ 8    | SUG 9    | AUT 12    | MOT 1  | 56     | 5e         |
| 2016  | Lexus Team TOM'S          | Lexus RC-F      | GT500  | OKA 2  | FUJ 3 | SUG 8 | FUJ 12 | SUZ Abd. | BUR 9    | MOT1 Abd. | MOT2 5 | 38     | 9e         |
| 2017  | Lexus Team KeePer TOM'S   | Lexus LC500     | GT500  | OKA 1  | FUJ 3 | SUG 6 | AUT 10 | FUJ 6    | SUZ 6    | BUR 1     | MOT 2  | 84     | 1er        |
| 2018  | Lexus Team KeePer TOM'S   | Lexus LC500     | GT500  | OKA 3  | FUJ 7 | SUZ 3 | BUR 8  | FUJ 2    | SUG 14   | AUT 1     | MOT 4  | 75     | 2e         |
| 2019  | Lexus Team KeePer TOM'S   | Lexus LC500     | GT500  | OKA 12 | FUJ 7 | SUZ 2 | BUR 2  | FUJ 4    | AUT 3    | SUG 4     | MOT 1  | 83     | 2e         |
| 2020  | Team KeePer TOM'S         | Toyota GR Supra | GT500  | FUJ 1  | FUJ 4 | SUZ 7 | MOT 6  | FUJ 4    | SUZ Abd. | MOT 6     | FUJ 2  | 67     | 2e         |
| 2021  | Team KeePer TOM'S         | Toyota GR Supra | GT500  | OKA 3  | FUJ 3 | MOT 7 | SUZ 10 | SUG 11   | AUT 9    | MOT 10    | FUJ 2  | 46     | 7e         |

### European Le Mans Series
| Année | Écurie                 | Châssis  | Moteur                     | Classe | 1        | 2     | 3     | 4   | 5     | 6     | Points | Classement |
| ----- | ---------------------- | -------- | -------------------------- | ------ | -------- | ----- | ----- | --- | ----- | ----- | ------ | ---------- |
| 2016  | Thiriet par TDS Racing | Oreca 05 | Gibson GK428 4,2 l V8 Atmo | LMP2   | SIL Abd. | IMO 1 | RBR 1 | LEC | SPA 3 | EST 8 | 70     | 5e         |
| 2017  | G-Drive Racing         | Oreca 07 | Gibson GK428 4,2 l V8 Atmo | LMP2   | SIL 2    | MON 1 | RBR   | LEC | SPA 2 | POR 4 | 73     | 4e         |